# York bymur
York bymur er, som navnet antyder, en bymur i den engelske by York, Yorkshire. Siden Romersk Britannien har byen haft en form for bymur. Siden de romerske mure blev opført er de blevet ændret en del, særligt i middelalderen, hvor størstedelen af de bevarede dele stammer fra.
I dag er store dele af muren bevare i det moderne York, hvor der findes flere kilometer intakt bymur end i nogen anden engelsk by. Muren er et scheduled ancient monument og listed building af første grad.

## Historie

### De romerske mure
De oprindelige mure blev opført omkring år 71, hvor romerne etablerede et fort (castra) på omkring 21,5 ha nær floden Ouses bredder. De rektangulære mure blev opført som en del af fortets forsvarsværker. Fundamentet og linjen fra omkring halvdelen af disse romerske mure eksisterer stadig i følgende dele:
- en del (det vestlige hjørne, inklusive det Multangular Towern) i Museum Gardens
- nordvestlige og nordøstlige dele mellem Bootham Bar og Monk Bar
- en del mellem Monk Bar og Merchant Taylors' Hall.

Linjen fra resten af den romerske mur gik sydvestpå fra det østlige hjørne og krydsede via principalis af fæstningen hvor King's Square ligger i dag. Det sydlige hjørne lå i det, som i dag hedder Feasegate, og herfra gik muren mode nordøst til det vestlige hjørne. Stedet, hvor muren krydsede via praetoria, er markeret med en plade på St Helen's Square nær Mansion House.

### Efter romerne
Vikinger fra Danmark erobrede byen i 867, hvor Store Hedenske Hær let trængte ind fordi forsvarsværkerne var i dårlig stand. De ødelagde alle tårnene på muren på nær Multangular Tower, og renoverede murene.
Størstedelen af de resterende mure, som gård rundt om den middelalderlige del af byen, stammer fra perioden 1100-1300-tallet. Der er dog også foretaget rekonstruktioner i 1800-tallet og senere. Fra det østlige hjørne af de romerske mure går de middelalderlige til Layerthorpe Bridge. Efter broen videre til King's Fishpool, en sump etableret af normannerne ved at inddæmme floden Foss, hvilket gav tilpas sikkerhed for byen. Der blev derfor aldrig opført nogle mure i dette område.
Murene går igen fra der hvor man har bygget en kanal til Foss ved Red Tower, der er en murstensbyging som er blevet renoveret meget i tidens løb. Herefter går muren videre mod syd og vest til Walmgate-områdeet og den sluter ved tårnet Fishergate Postern nær York Castle, som selv er omsluttet af mure og en voldgrav.
En lille del af muren på vestsiden af Tower Gardens stopper ved Davy Tower, der er endnu et murstenstårn, som ligger ved siden af Ouse. Denne del gik oprindeligt op til slottets mure med en mindre port i Tower Street.
Efter Ouse starter murene igen ved Skeldergate, hvor der tidligere var endnu en lille port. .Det går videre til Baile Hill, og slår et sving og går mod nordvest parallelt med Inner Ring Road. Nær jernbanestationen, går de igen mod højre i en nordøstlig retning og slutter ved Barker Tower langs the Ouse.